# Anastazja Zamorska
Anastazja Zamorska (zm. 15 lipca 1959 w Warszawie) – Polska Sprawiedliwa wśród Narodów Świata.

## Życiorys
Podczas okupacji niemieckiej Anastazja Zamorska wspólnie z mężem Stanisławem przez pół roku udzielała pomocy Irenie Kreinik (inna pisownia Krainik, Krajnik), kobiecie zbiegłej z getta w Stanisławowie (dzisiejszy Iwano-Frankiwsk) i ukrywającej się przed prześladowaniami w różnych miejscowościach i wędrującą od 2 miesięcy po Karpatach wspólnie z grupą Żydów. Kobietę znalazł Zamorski podczas grzybobrania i przyprowadził do domu pod osłoną nocy. Do stycznia 1945 r. Zamorska ukrywała Kreinik we własnym domu na skraju wsi Kopaniny w okolicach Jasła na Podkarpaciu, a także zaopatrywała w podstawowe dobra.
Anastazja Zamorska została uznana za Sprawiedliwą wśród Narodów Świata 11 listopada 2019 r. Razem z nią uhonorowano jej małżonka, Stanisława Zamorskiego.